# Nightmare Alley (1947)
Nightmare Alley is een Amerikaanse film noir van Edmund Goulding, uitgebracht in 1947 .
Het scenario van Jules Furthman is gebaseerd op de gelijknamige roman (1946) van William Lindsay Gresham. 
De drijvende kracht achter de opname van de film was steracteur Tyrone Power. Hij kocht voor $60.000 de rechten voor de bestseller van Gresham, om zijn eigen carrière meer diepgang te geven met de rol van de corrupte Stanton Carlisle. Nightmare Alley wordt door critici - op basis van zijn visuele stijl (cinematografische en narratieve symmetrie), intelligente script en de aard van de opgevoerde hoofdpersonages - als een van de meest uitzonderlijke en donkere films noirs betiteld.  

## Verhaal
“Look at him. He’s like a dog waiting for somebody to throw him a bone.” - Joan Blondell in Nightmare Alley. 
Stanton Carlisle (Tyrone Power), een ambitieuze artiest, schuwt er niet voor om carrière te maken over de rug van zijn trouwe circusvrienden Zeena (Joan Blondell), Pete (Ian Keith) en Molly (Coleen Gray). Op een dag ontmoet hij echter zijn gelijke in de kwaadaardige psychotherapeute Lilith Ritter (Helen Walker).

## Rolverdeling
| Acteur        | Personage         |
| ------------- | ----------------- |
| Tyrone Power  | Stanton Carlisle  |
| Joan Blondell | Zeena             |
| Coleen Gray   | Molly             |
| Helen Walker  | Dr. Lilith Ritter |
| Taylor Holmes | Grindle           |
| Mike Mazurki  | Bruno             |
| Ian Keith     | Pete              |
| James Burke   | marshal           |